# Władcy Artois

Herb hrabiów Artois

## Pierwsi hrabiowie
- ok. 850: Odalric
- ok. 890: Altmar
- do 932: Adelelm

## Dynastia flandryjska
- 932–964: Arnulf I Wielki
- 958–962: Baldwin I, koregent
- 964–988: Arnulf II Młodszy
- 988–1037: Baldwin II Brodaty
- 1037–1067: Baldwin III z Lille
- 1067–1070: Baldwin IV z Mons
- 1070–1071: Arnulf III Nieszczęśliwy
- 1071–1093: Robert I Fryzyjski
- 1093–1111: Robert II Jerozolimski
- 1111–1119: Baldwin V Hapkin

## Estrydsenowie
- 1119–1127: Karol I Dobry

## Dynastia normandzka
- 1127–1128: Wilhelm Clito

## Adalbertowie
- 1128–1168: Thierry Alzacki
- 1168–1180: Filip I (zmarł 1191)
- 1180–1189: Joanna I

## Kapetyngowie
- 1180–1189: Filip II
- 1189–1226: Ludwik I
- 1226–1237: Ludwik II
- 1237–1250: Robert I Dobry
- 1250–1302: Robert II Szlachetny
- 1302–1329: Matylda I
- 1302–1329: Robert III (konkurent, zmarł 1342)
- 1329–1330: Joanna II
- 1330–1347: Joanna III

## Dynastia burgundzka (linia boczna Kapetyngów)
- 1330–1347: Odo I
- 1347–1361: Filip III z Rouvres
- 1361–1382: Małgorzata I

## Dynastia Dampierre
- 1382–1384: Ludwik III de Male
- 1384–1405: Małgorzata II

## Dynastia burgundzka (linia boczna Walezjuszów)
- 1384–1404: Filip IV Śmiały
- 1405–1419: Jan I
- 1419–1467: Filip V Dobry
- 1467–1477: Karol II Zuchwały
- 1477–1482: Maria I

## Habsburgowie
- 1482–1506: Filip VI Piękny
- 1506–1556: Karol III
- 1556–1598: Filip VII
- 1598–1621: Izabela Klara Eugenia Habsburg i Albrecht VII Habsburg
- 1621–1659: Filip VIII

W 1659 r. Artois wróciło do Francji.